# Lubiatowo (Przelewice)
Lubiatowo [lubjaˈtɔvɔ] (deutsch Lübtow) ist ein Dorf in der Woiwodschaft Westpommern in Polen.

## Geographische Lage
Das Dorf liegt in Hinterpommern, etwa 40 km südöstlich von Stettin und etwa 10 km östlich von Pyrzyce (Pyritz), am nordwestlichen Rand des Płoń (Plönesee).
Durch das Dorf verläuft die von West nach Ost führende Woiwodschaftsstraße 122. Nachbarorte sind im Nordwesten Zaborsko (Sabes) und im Osten entlang der Woiwodschaftsstraße Ukiernica (Ückerhof).

## Geschichte
Aus möglicherweise ur- oder frühgeschichtlicher Zeit stammen umfangreiche Funde, die im 19. Jahrhundert nach der Absenkung des Plönesees gemacht wurden. So wurden ab 1859 an beiden Seiten des früheren Ausflusses der Plöne aus dem Plönesee Pfähle, Hohlziegel, Werkzeuge und Waffen aus Eisen sowie Steingeräte gefunden, was als Pfahlbautensiedlung gedeutet wurde, entsprechend den bekannten, 1853/54 am Zürichsee gemachten Funden (vgl. Pfahlbauromantik). Weitere, ähnliche Funde wurden 1876 gemacht, wobei die Siedlung nunmehr wegen der verwendeten Hohlziegel als nicht vor dem 13. Jahrhundert liegend datiert wurde.

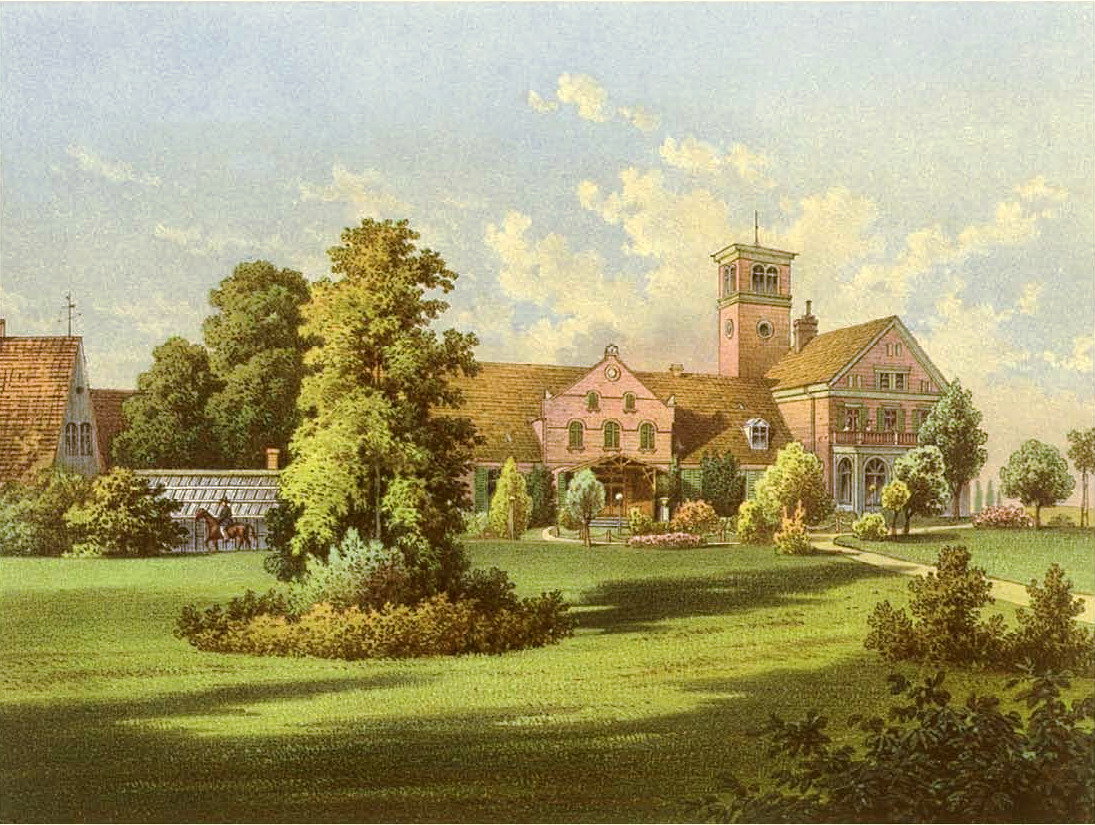
Rittergut Lübtow um 1860, Sammlung Alexander Duncker

Das Dorf wurde erstmals 1235 urkundlich als Lubatow erwähnt; es diente in einer durch Herzog Barnim I. von Pommern für das Kloster Kolbatz ausgestellten Besitzbestätigung zur Grenzbeschreibung. Es folgen Erwähnungen in weiteren Besitzbestätigungen für das Kloster Kolbatz, eine ebenfalls durch Herzog Barnim I. aus dem Jahre 1240 und eine durch die Markgrafen Johann I. und Otto III. von Brandenburg aus dem Jahre 1242.
Lübtow war ein altes Lehen der adligen Familie von Schöning. Vor 1370 hatte Friedrich von Schöning drei Dörfer des Camminer Domkapitels überfallen, woraufhin das Domkapitel seine Burg Lübtow belagern und einnehmen ließ. Im Jahre 1372 verkauften die pommerschen Herzöge Kasimir III., Swantibor III. und Bogislaw VII. Lübtow, also den Platz der früheren Burg, den Hof und alle übrigen Besitzungen, an das Kloster Kolbatz. In den folgenden Jahrhunderten ging Lübtow dem Kloster Kolbatz wieder verloren, wann und wie ist nicht bekannt.
Nach einer Urkunde von 1392 erhielt ein Johann von Schöning zehn Hufen Land in Lübtow vom Kloster Kolbatz zu Lehen. Später wurden die Güter Lübtow A und Lübtow B unterschieden, welche beide in der Familie Schöning blieben und meist bei unterschiedlichen Besitzern, zeitweise aber auch in einer Hand lagen. In Ludwig Wilhelm Brüggemanns Ausführlicher Beschreibung des gegenwärtigen Zustandes des Königlich-Preußischen Herzogtums Vor- und Hinterpommern (1784) wurde Lübtow unter den adligen Gütern des Pyritzschen Kreises aufgeführt. Damals bestanden in Lübtow 36 Haushaltungen („Feuerstellen“), darunter zwei Vorwerke, zwei Bauern und ein Schulmeister.
Vor 1945 bildete Lübtow eine Landgemeinde im Kreis Pyritz in der Provinz Pommern. Im Jahre 1933 wurden 244 Einwohner gezählt, im Jahre 1939 nur noch 207 Einwohner.
Nach dem Zweiten Weltkrieg kam Lübtow, wie ganz Hinterpommern, an Polen. Der Ortsname wurde als Lubiatowo polonisiert. Heute bildet der Ort ein eigenes Schulzenamt in der Gmina Przelewice (Gemeinde Prillwitz).

## Sehenswürdigkeiten

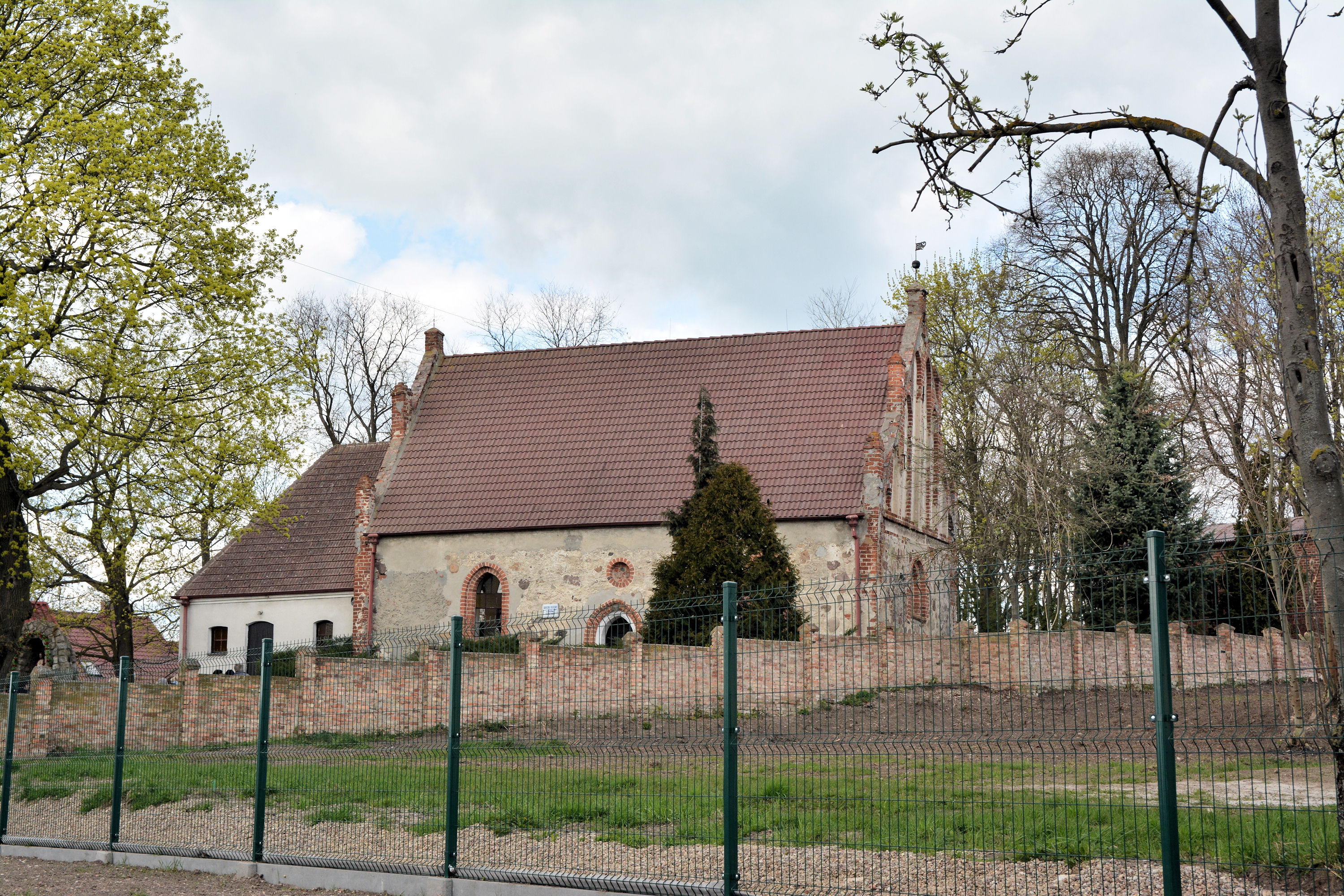
Dorfkirche (2015)

- Dorfkirche, ein spätgotischer Findlingsbau. Getrennt stehender Holzturm. In der Kirche ein Epitaph von 1615 für Ludecke von Schöning und seinen als Kind verstorbenen Sohn.

## Persönlichkeiten

### Söhne und Töchter des Ortes
- Joachim von Sydow (1632–1686), schwedischer Offizier, zuletzt Generalmajor und Kommandant von Danzig
- Hans Friedrich von Schöning (1717–1787), preußischer Beamter, zuletzt Präsident der Pommerschen Kriegs- und Domänenkammer
- Ernst von Schöning (1743–1823), preußischer Offizier, zuletzt Generalleutnant

### Mit dem Ort verbunden
- Hermann von Schöning (1825–1898), Majoratsherr, Mitglied des Preußischen Abgeordnetenhauses und Reichstagsabgeordneter, starb auf seinem Gut Lübtow